# Рувим
Рувим (хебр. רְאוּבֵן, Реувен, Реубен) је према Књизи постања најстарији Јаковљев син од прве жене Лее и један од дванаест оснивача племена Израела, тачније племена Рувим.

## Поријекло имена
Текст у Тори даје два различита поријекла имена Рувим, којима текстолози приписују различите изворе — један јахвистима, а други елохистима; прво објашњење из Торе каже да је Бог био свједок Леине несреће, јер је она имала статус као мање драга Јаковљева супруга, што значи да етимологија имена Рувин долази из хебрејски ријечи , што значи он је видио моју несрећу; друго објашњење се односи на Леину наду да ће Рувиновим рођењем придобити Јаковљеву љубав, што се доказује извођење из ријечи , што значи он ће ме вољети. Друга хебрејска фраза показује да је Рувен изведено из ријечи , што значи ево, сина, које класична рабинска књижевност тумачи тако да је Леа жељела да направи разлику између Рувина и Исава, његовог стрица. Неки научници сматрају да је крајњи сугласник можда био л (слично н у раном хебрејском алфабету) и да је Јосиф Флавије користио име Reubel, што је сродно арапској ријечи , што значи вукови.